# Grondin (Q31)
Pour les articles homonymes, voir Grondin.
Le Grondin est l'un des 20 sous-marins de classe Naïade construits pour la Marine française au début du XXe siècle. 
De type Romazotti, il reste en service jusqu'à la veille du déclenchement de la Première Guerre mondiale en 1914.

## Histoire
Sa construction est décidé le 3 avril 1901. Il est conçu à l'arsenal de Toulon. Couché le 12 septembre 1902, il est lancé le 16 juillet 1904. Il est vendu à la ferraille le 15 novembre 1913 et rayé le 21 mai 1914,.

## Caractéristiques
- Longueur : 24 m
- Largeur : 2,26 m
- hauteur : 2,54 m
- Déplacement : 
  - en surface : 70,5 t
  - immergé : 73,6 t
- Puissance : 
  - moteur à essence : 65 ch
  - moteur électrique : 70 ch
- Vitesse :
  - en surface : 7,2 nœuds
  - immergé : 6 nœuds
- Armement : 2 torpilles simples de 450 mm dans des colliers de largage Drzewiecki